# Akaiwa
Akaiwa  (japanska: 赤磐市 ?, Akaiwa-shi) är en stad i Okayama prefektur i Japan. Staden bildades 2005 genom en sammanslagning av kommunerna Akasaka, Kumayama, Sanyō och Yoshii.